# Los Vallejo
Los Vallejo är en ort i Mexiko.   Den ligger i kommunen León och delstaten Guanajuato, i den centrala delen av landet, 300 km nordväst om huvudstaden Mexico City. Los Vallejo ligger 1 778 meter över havet och antalet invånare är 113.
Terrängen runt Los Vallejo är en högslätt. Runt Los Vallejo är det tätbefolkat, med 257 invånare per kvadratkilometer. Närmaste större samhälle är León de los Aldama, 17,3 km norr om Los Vallejo. Trakten runt Los Vallejo består till största delen av jordbruksmark.